# انتفاضة نيوبورت
كانت انتفاضة نيوبورت آخر احتجاج مسلح واسع النطاق في بريطانيا العظمى، سعيًا إلى الديمقراطية والحق في التصويت بالاقتراع السري. سار، في يوم الاثنين 4 نوفمبر 1839، ما يقرب من 4,000 من المتعاطفين مع الحركة الميثاقية، تحت قيادة جون فروست، إلى مدينة نيوبورت بمحافظة مونموثشاير. اعتقلت الشرطة بعض ميثاقيي نيوبورت في المسيرة، واحتجزتهم في فندق ويستغيت بوسط نيوبورت. عزم المتظاهرون من المدن الصناعية خارج نيوبورت، من بينهم العديد من عمال مناجم الفحم، وقد حمل بعضهم أسلحة محلية الصنع، على تحرير زملائهم الميثاقيين. أُمر جنود فوج المشاة رقم 45، المتواجدين تحت حماية الشرطة، بفتح النار على الحشد، أثناء المطالبة بإطلاق سراح المتظاهرين، ما حول الاحتجاج إلى معركة مباشرة. قُتل نحو 22 متظاهرًا، في حين أفادت التقارير عن إصابة 50 آخرين. أُبلغ عن إصابة 4 جنود. أُدين قادة المسيرة، في وقت لاحق، بالخيانة العظمى، وحُكم عليهم بالسحب والشنق والإرباع. خُفف الحكم في ما بعد إلى الترحيل الجزائي.

## الأسباب
تعود أصول الحركة الميثاقية في ويلز إلى تأسيس جمعية الرجال العاملين في كارمرثين في خريف عام 1836.
من بين العوامل التي عجلت بالانتفاضة رفض مجلس العموم في 12 يوليو 1839 لأول عريضة ميثاقية من أجل الديمقراطية، ميثاق الشعب عام 1838 (وقد دعت إلى الاقتراع العام، والاقتراع السري، ومنح أعضاء البرلمان راتبًا أساسيًا، ومنح من لا يملكون ممتلكات خاصة الحق في التصويت، وما إلى ذلك)، وإدانة الميثاقي هنري فنسنت بالتجمع غير المشروع والتآمر في 2 أغسطس.
أُعدت ترتيبات من الانتفاصة لبضعة أشهر، واكتسبت المسيرة زخمًا على مدار عطلة نهاية الأسبوع بأكملها، وقاد جون فروست ورفاقه المتظاهرين بداية من مدن الوادي الصناعية إلى الشمال من نيوبورت. سلح بعض عمال المناجم الذين انضموا إلى المسيرة أنفسهم بالحراب والهراوات والأسلحة النارية محلية الصنع.
قاد فروست موكبًا من المسيرة إلى نيوبورت من الغرب، بينما قاد صفنيا ويليامز موكبًا من بلاكوود إلى الشمال الغربي، في حين قاد ويليام جونز موكبًا من بونتيبول إلى الشمال.
لا تزال الأسباب الرئيسية للمواجهة غامضة، وقد يرجع أصولها، رغم ذلك، إلى تردد فروست تجاه توجهات الميثاقيين العنيفة، والعداوة الشخصية التي كان يحملها تجاه بعض مؤسسات نيوبورت. اتسمت الحركة الميثاقية في جنوب شرق ويلز في هذه الفترة بالفوضى، وكانت انفعالات العمال متطرفة للغاية.

## الأحداث التي سبقت الانتفاضة
أخرت الأمطار الغزيرة المسيرة، وحدث تأخير في الاجتماعات المزعم عقدها لكل مجموعة في حانة ويلش أوك ببلدة روجرستون. لم يصل، في الواقع، جونز ورجاله من بونتيبول مطلقًا، ما أدى إلى تأخير المسيرة الأخيرة إلى نيوبورت في ساعات النهار، والتي كان من الممكن أن تمنع المزيد من الوفيات على أيدي الجنود. انضم الي المسيرة طوعًا، مع تقدمها نحو الوديان صباح يوم الاحد، جماعة من المصلين، ما زاد من صفوف المشاركين في المسيرة.
اختُبر التزام العديد من المشاركين في المسيرة عقب قضاء معظم ليلة الأحد في العراء تحت المطر. زُعم أن العديد منهم كانوا مترددين بشأن اعتبارهم قضية الميثاق ذات أولوية، إذ كانوا أكثر اهتمامًا بالمشاكل الفورية المتعلقة بظروف عملهم. لم يشارك بالتالي العديد من المتظاهرين في الاحتجاج النهائي في نيوبورت وبقوا منتظرين في ضواحي المدينة.
كانت الشائعات عن احتمال حدوث انتفاضة ميثاقية، وحدوث أعمال عنف في أماكن أخري، واعتقال زعيم الحركة الميثاقية هنري فنسنت في وقت سابق واحتجازه في سجن في مونماوث، تعني توقع السلطات باحتمال وقوع أعمال شغب. لم يجر، مع ذلك، تقدير مدى الانتفاضة على نحو كامل حتى 3 نوفمبر، أي في اليوم السابق للانتفاضة. استعدت السلطات بسرعة. استدعى عمدة نيوبورت، توماس فيليبس، 500 من أفراد الشرطة الخاصة وطلب إرسال المزيد من القوات. كان يُوجد نحو 60 جنديًا متمركزين في نيوبورت بالفعل، كما استدعى 32 جنديًا من جنود فوج المشاة رقم 45 (نوتنغهامشير) إلى فندق ويستغيت حيث احتُجز سجناء تابعين للحركة الميثاقية.

## ذروة الانتفاضة
تشير التقديرات إلى أن نحو 10,000 من المتعاطفين مع الحركة الميثاقية زحفوا إلى البلدة. كان الميثاقيون مقتنعين بأن بعض زملائهم قد سُجنوا في فندق ويستغيت. وصل الميثاقيون بسرعة إلى منطقة ستو هيل، ومنها إلى الساحة الصغيرة أمام الفندق في الساعة 9:30 صباحًا تقريبًا. أطلقت مطالبة الحشد بالإفراج عن الميثاقيين المسجونين شرارة الأحداث. تلا ذلك معركة عنيفة ودموية قصيرة الأمد. أطلقت ميليشيا التاج النار، بينما تدعي روايات معاصرة أن الميثاقيين هم من بدأوا الهجوم. كان بحوزة الجنود الذين «دافعوا» عن الفندق، بجانب تفوقهم في العدد إلى حد كبير نسبة للحشد الكبير الغاضب، أسلحة أكثر تطورًا، والتي سرعان ما فرقت الحشد. تمكن الميثاقيون من دخول المبنى مؤقتًا، لكنهم أُجبروا على التراجع في حالة من الفوضى. قتل الجنود، بعد معركة ضارية استمرت نصف ساعة تقريبًا، ما بين 10 و24 شخصًا (يُقدر عددهم 22 شخصًا) وأُصيب ما يزيد على 50 شخصًا بجراح.
أُصيب، من بين «المدافعين» عن الفندق، العمدة توماس فيليبس، وجنديًا آخر، بجروح خطيرة، إلى جانب إصابة اثنين من رجال الشرطة الخاصة. تخلى الميثاقيون بعد هروبهم عن العديد من أسلحتهم، والتي لا يزال يمكن رؤية مجموعة مختارة منها في متحف نيوبورت.
تحدث أحد شهود العيان في تقرير له عن رجل، أُصيب بطلق ناري، وكان ملقى على الأرض، يلتمس النجدة حتى توفي بعد ساعة.
دُفن بعض قتلى الحركة الميثاقية في كنيسة أبرشية سانت وولوس بالمدينة (كاتدرائية نيوبورت في الوقت الحالي)، ولا يزال يُوجد بها لوحة لذكراهم. استمر تداول الأسطورة الشعبية في أن بعض ثقوب رصاص المناوشات بقيت في بناية مدخل الفندق حتى العصر الحديث. أُعيد في الواقع بناء فندق ويستغيت بعد الانتفاضة. قد تكون «ثقوب الرصاصات» من بقايا أضرار القنابل الناجمة عن الحرب العالمية الثانية.